# Programa de Conservação Auditiva
O Programa de Conservação Auditiva (PCA), também conhecido como o Programa de Prevenção de Perdas Auditivas (PPPA), consiste em um conjunto de medidas coordenadas, especialmente de vigilância sanitária e epidemiológica, para proteção do trabalhador e prevenção de agravos relacionados a audição de trabalhadores expostos a ruído ocupacional, vibração ou agentes ototóxicos.
O PCA faz parte do Programa de Controle Médico de Saúde Ocupacional (PCMSO), regulamentado pela Norma Regulamentadora n.º 7, e inclui a avaliação e o gerenciamento de risco à audição, adoção de medidas de proteção auditiva e vigilância epidemiológica auditiva dos trabalhadores, com objetivo de prevenção e controle da Perda Auditiva Induzida por Ruído (PAIR). O PCA baseia-se na análise de riscos ocupacionais descritos no Programa de Gerenciamento de Riscos (PGR) ou no Programa de Prevenção de Riscos Ambientais (PPRA) da empresa, diretamente ligado ao PCMSO. Estes documentos são elaborados conformes as leis trabalhistas, normas regulamentadoras, diretrizes de políticas públicas da saúde do trabalhador e normas de segurança estabelecidas para cada função.

## Classificação dos Riscos Ocupacionais
Os riscos ocupacionais podem ser classificados em três grupos:

### Agentes físicos
Ruído, vibrações, pressões anormais, temperaturas extremas, radiações ionizantes, radiações não ionizantes, infrassom e ultrassom;

### Agentes biológicos
Bactérias, vírus, fungos e parasitas, entre outros agentes;

### Agentes químicos
Poeiras, fumos, névoas, neblinas, gases, vapores.
Atualmente, o Anexo II da NR 7 estabelece diretrizes para a avaliação e controle médico ocupacional da audição de empregados expostos a níveis elevados de pressão sonora. Ele também prevê atenção especial para trabalhadores expostos a substâncias ototóxicas e/ou a vibrações, isoladamente ou em conjunto com a exposição a ruído potencialmente prejudicial à audição.

## Etapas do Programa de Conservação Auditiva
O objetivo principal do PCA consiste em prevenir e controlar as perdas auditivas relacionadas ao trabalho. Um PCA deve conter:
- Análise inicial e monitoramento dos processos de trabalho;
- Monitoramento dos riscos e definição das áreas de risco;
- Monitoramento audiométrico;
- Treinamento;
- Manutenção dos registros e análise da efetividade do programa;
- Medidas de controle de engenharia, administrativas e individuais (equipamento de proteção individual).

## Gerenciamento audiológico
O anexo II da NR 7 apresenta as diretrizes da avaliação e controle médico ocupacional da audição de trabalhadores que exerçam ou exercerão alguma atividade laboral em ambiente no qual os níveis de pressão sonora ultrapassem o permitido, independente da utilização de protetor auditivo. Esses trabalhadores serão submetidos a audiometria de referência e sequencial, realizadas por fonoaudiólogo ou médico, com repouso auditivo mínimo de 14 horas. A audiometria deve ser realizada após anamnese clínica e meatoscopia, sempre, por via aérea nas frequências de 500 a 8.000 Hz. Nos casos de alteração, os limiares auditivos devem ser pesquisados por via óssea, nas frequências de 500 a 4.000 Hz.
Os trabalhadores com exposição à vibração ou produtos químicos, acima dos limites de exposição, devem ter sua audição acompanhada levando em consideração o gerenciamento audiológico e controle médico.
O resultado da audiometria indicará normalidade ou se o caso é sugestivo de Perda Auditiva Induzida por Ruído. Essa condição é caracterizada por limiares auditivos superiores a 25 dB (NA) nas frequências de 3.000, 4.000 e/ou 6.000 Hz, mais elevados do que os obtidos nas outras frequências testadas, estando comprometidas ou não, seja no teste da via aérea seja no de via óssea, em um ou nos dois lados. Nesses casos, em que a perda auditiva relacionada ao trabalho for confirmada, deve ser emitida a Comunicação de Acidente do Trabalho (CAT), conforme determinado pela legislação trabalhista e previdenciária vigente. A PAIR é um agravo de notificação compulsória, ou seja, obrigatória, no Sistema de Informação de Agravos de Notificação (SINAN) e deve ser realizada por profissionais de saúde, de rede pública ou privada, independente de confirmação diagnóstica.

## Proteção Individual e coletiva

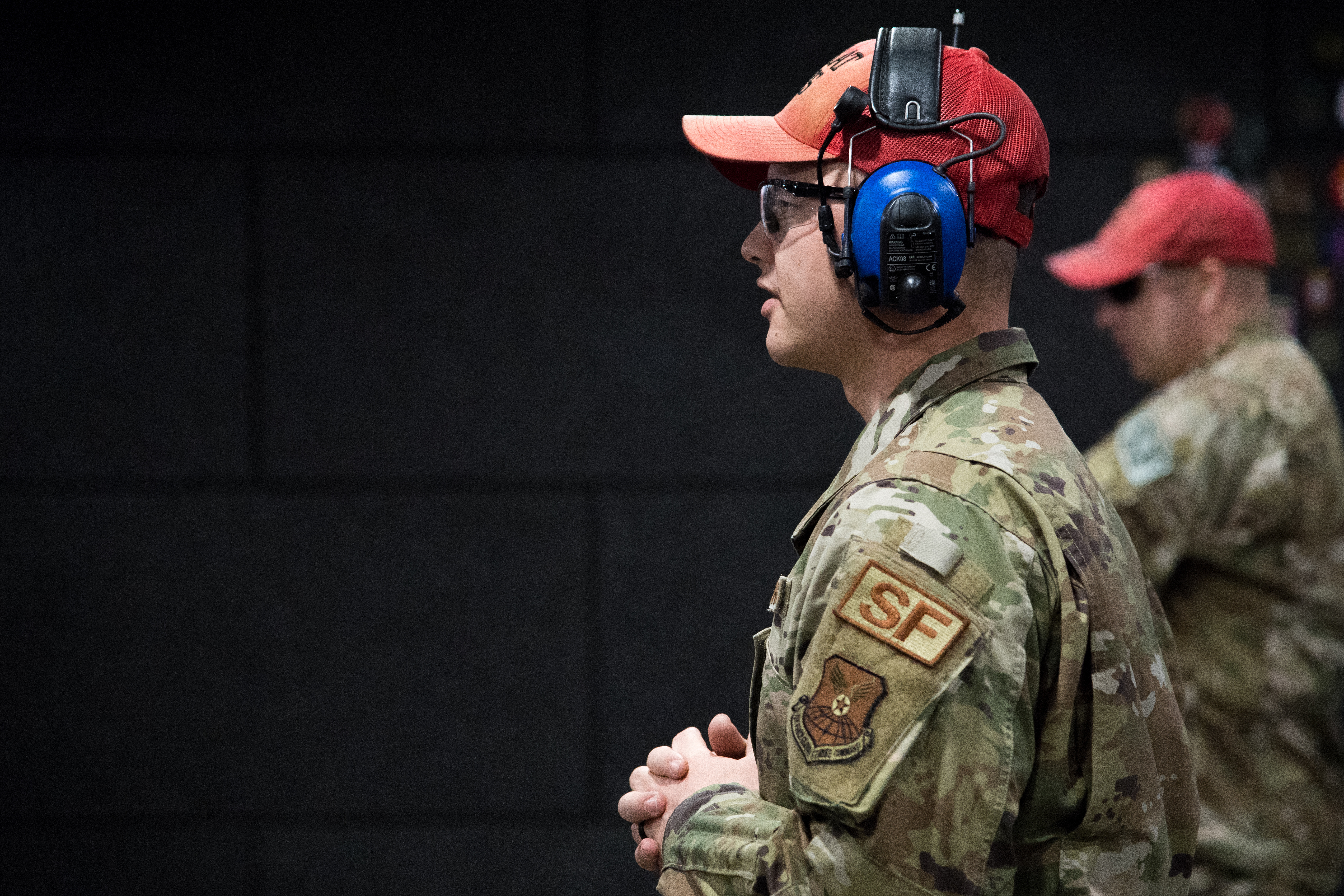
Equipamento de Proteção Individual. Protetor auricular do tipo concha ou abafador

Os Equipamentos de Proteção Individual (EPI´s) são dispositivos de uso pessoal do trabalhador, que tem como objetivo protegê-lo dos riscos ocupacionais. A Norma Regulamentadora 6 descreve os EPIs para proteção da cabeça, dos olhos e face, auditivo, respiratória, do tronco corporal, membros superiores e inferiores ou do corpo inteiro e para proteção de quedas. Muitas vezes o uso do EPI acaba sendo a principal estratégia usada na prevenção, por exemplo, da PAIR.
Ações de proteção coletiva também são aplicadas em ambiente ocupacional visando à proteção de todos que estejam em contato ou próximos da fonte geradora, como por exemplo, realizar o enclausuramento das máquinas é um investimento necessário.